# Kozmice (district d'Opava)
Pour les articles homonymes, voir Kozmice.
Kozmice (en allemand : Kosmütz ; en polonais : Koźmice) est une commune du district d'Opava, dans la région de Moravie-Silésie, en République tchèque. Sa population s'élevait à 1 905 habitants en 2020.

## Géographie
Kozmice se trouve à 4 km au nord-ouest de Hlučín, à 19 km à l'est-sud-est d'Opava, à 13 km au nord-ouest d'Ostrava et à 267 km à l’est de Prague.
La commune est limitée par Bohuslavice au nord, par Vřesina et Hlučín à l'est, par Dobroslavice au sud, par Háj ve Slezsku au sud-ouest et par Dolní Benešov à l'ouest.

## Histoire
La première mention écrite de la localité date de 1349.

## Transports
Par la route, Kozmice se trouve à 4 km de Hlučín, à 20 km d'Opava, à 14 km d'Ostrava et à 345 km de Prague.